# Handyman
Handyman ist ein Schweizer Kinofilm aus dem Jahr 2006. In der Komödie spielen Marco Rima und Oliver Korittke die Hauptrollen. Regie führte Jürg Ebe. Den Film sahen rund 207'000 Personen in den Deutschschweizer Kinos. Er zählt damit zu den 20 erfolgreichsten Schweizer Kinospielfilmen der letzten 40 Jahre.

## Handlung
Mike Dürst (Marco Rima) aus Zürich, Angestellter einer Plattenfirma, hat Liebeskummer: Seine Freundin ist schwanger von ihrem Ex. Er sucht darum Rat in der Radiosendung des aus Berlin stammenden Psychologen Gregor Frank (Oliver Korittke). Dieser ist jedoch ebenfalls in einer Krise: Er wird von seinem Verleger unter Druck gesetzt, das Manuskript seines geplanten neuen Ratgebers in Kürze abzuliefern. Zudem ahnt seine Freundin, die Pilotin Christina Berger (Regula Grauwiller), dass er sie ständig betrügt. Nach einem anfänglichen heftigen Streit verspricht Gregor dem Pechvogel Mike, für ihn in fünf Tagen seine passende Traumfrau zu finden, falls dieser ihm bei der Erstellung seines Buches helfe, in dem er ihm als «Studienobjekt» dienen soll. Der Deal wird beschlossen, Gregors Buch Handyman getauft, die beiden freunden sich an. Dank den Tipps des Frauenhelden Gregor lernt Mike bald eine attraktive Pilotin kennen, die er fortan „Heidi“ nennt. Die beiden Freunde ahnen jedoch nicht, dass Mikes Angebetete niemand anders ist als Gregors Freundin Christina.

## Kritik
«Regisseur und Co-Autor Jürg Ebe hat aus der einfachen Erzählung das Maximum herausgeholt. Der Film ist vergnüglich, der Witz ist gut, einige Pointen sogar brillant, die Running Gags mit der Zürcher Polizei, einem arabischen Taxifahrer und einem fernöstlichen Touristen sitzen. Das Handy, der eigentliche Hauptdarsteller, ist – wie im richtigen Leben – Störfaktor in wichtigen Momenten.»

– Blick

„Fahrige Komödie als Kinoerstling eines Werbefilmers. Da die Chemie zwischen den Darstellern nicht stimmt, hält sich der Unterhaltungswert der Ansammlung von uneinheitlichen Gags in bescheidenen Grenzen.“

## Hintergrund
- Im Film sind zahlreiche Schweizer Prominente aus dem Showbusiness in verschiedenen Nebenrollen und Cameo-Auftritten zu sehen: u. a. die Ex-Missen Stéphanie Berger und Fiona Hefti, die Fernsehmoderatoren Roman Kilchsperger und Karin Lanz, Krokus-Sänger Marc Storace, Chris von Rohr sowie DJ Bobo, der sich selbst parodiert.
- Der Schauplatz Radio Energy Zürich existiert real in der Stadt Zürich.

## Auszeichnungen
- Prix-Walo-Nomination 2007